# STS-41C
STS-41С — пятый космический полёт МТКК «Челленджер», одиннадцатый полёт по программе «Спейс шаттл».

## Задачи полёта
Одной из основных задач полёта было размещение на орбите модуля «Исследования длительной экспозиции» LDEF, предназначенного для изучения длительного воздействия космической среды (в рамках исследования проводилось 57 научных экспериментов). Модуль был выпущен на второй день полёта. Возвращение LDEF на Землю планировалось в марте 1985 года, в дальнейшем изменённой миссией STS-51D «Дискавери», но после катастрофы «Челленджера» STS-51L было осуществлено только в 1990 году миссией STS-32.
Второй основной задачей был ремонт находящегося на орбите спутника для исследования Солнца Solar Maximum Mission (SMM) запущенного в феврале 1980 года. В предыдущей миссии «Челленджера» STS-41B, выполненной за два месяца до этого; была произведена отладка операций по предстоящему ремонту. Сначала «Челленджер» сблизился со спутником, их разделяло 60 метров. Затем, 8 апреля в 14:18, Нельсон и ван Хофтен совершили выход в открытый космос, и Нельсон в установке MMU «летающем кресле» приблизился к спутнику. Однако состыковаться со спутником не удалось, как и остановить его вращение — оно лишь ускорилось. Также не получилось поймать спутник манипулятором, которым управляли Криппен и Харт. 
Замедлить вращение спутника удалось 9 апреля с помощью подаваемых ему с Земли команд на пропускание тока через его систему ориентации. После этого Харт смог захватить его манипулятором корабля. Затем, 11 апреля в 8:58, Нельсон и ван Хофтен во второй раз вышли в открытый космос для ремонта захваченного спутника. Они починили систему ориентации спутника и один из его научных аппаратов.
В миссию так же включены лётные испытания установки MMU «летающего кресла» во время двух выходов в открытый космос.
Основные этапы миссии были сняты с использованием IMAX кинокамеры и в 1985 году был выпущен IMAX кинофильм Мечты сбываются

## Экипаж
- (НАСА): Роберт Криппен (3-й космический полёт) — командир;
- (НАСА): Фрэнсис Скоби (1) — пилот;
- (НАСА): Терри Харт (1) — специалист полёта 1;
- (НАСА): Джеймс ван Хофтен (1) — специалист полёта 2;
- (НАСА): Нельсон, Джордж Драйвер (1) — специалист полёта 3.

## Параметры полёта
- Вес:
  - Вес при старте: 115 361 кг
  - Вес при приземлении: 89 344 кг
  - Полезная нагрузка: 17 357 кг
- Перигей: 222 км
- Апогей: 468 км
- Наклонение: 28,5°
- Период обращения: 91,4 мин

## Галерея

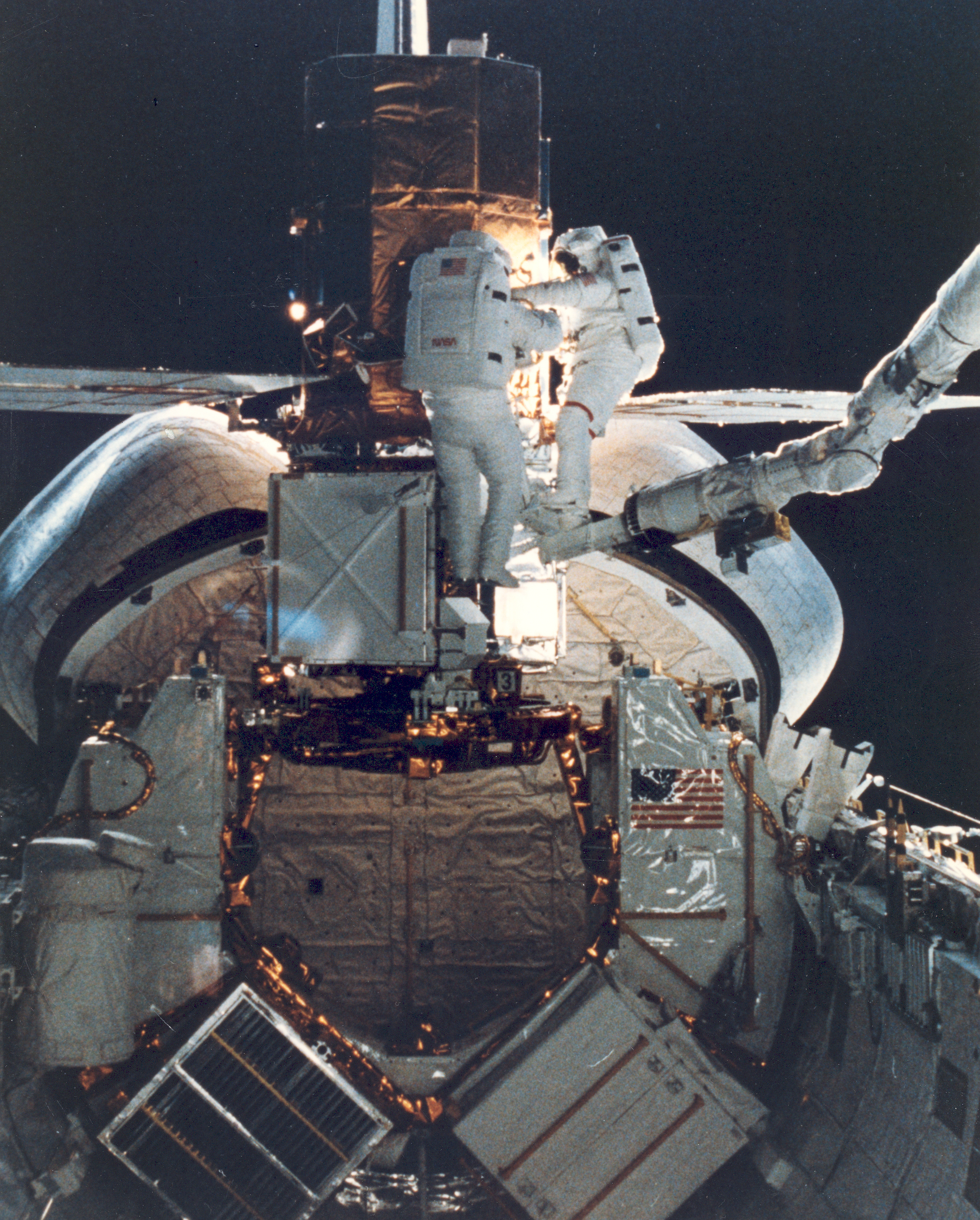
Специалисты миссии Джордж Нельсон и Джеймс Ван Хофтен, 11 апреля 1984.
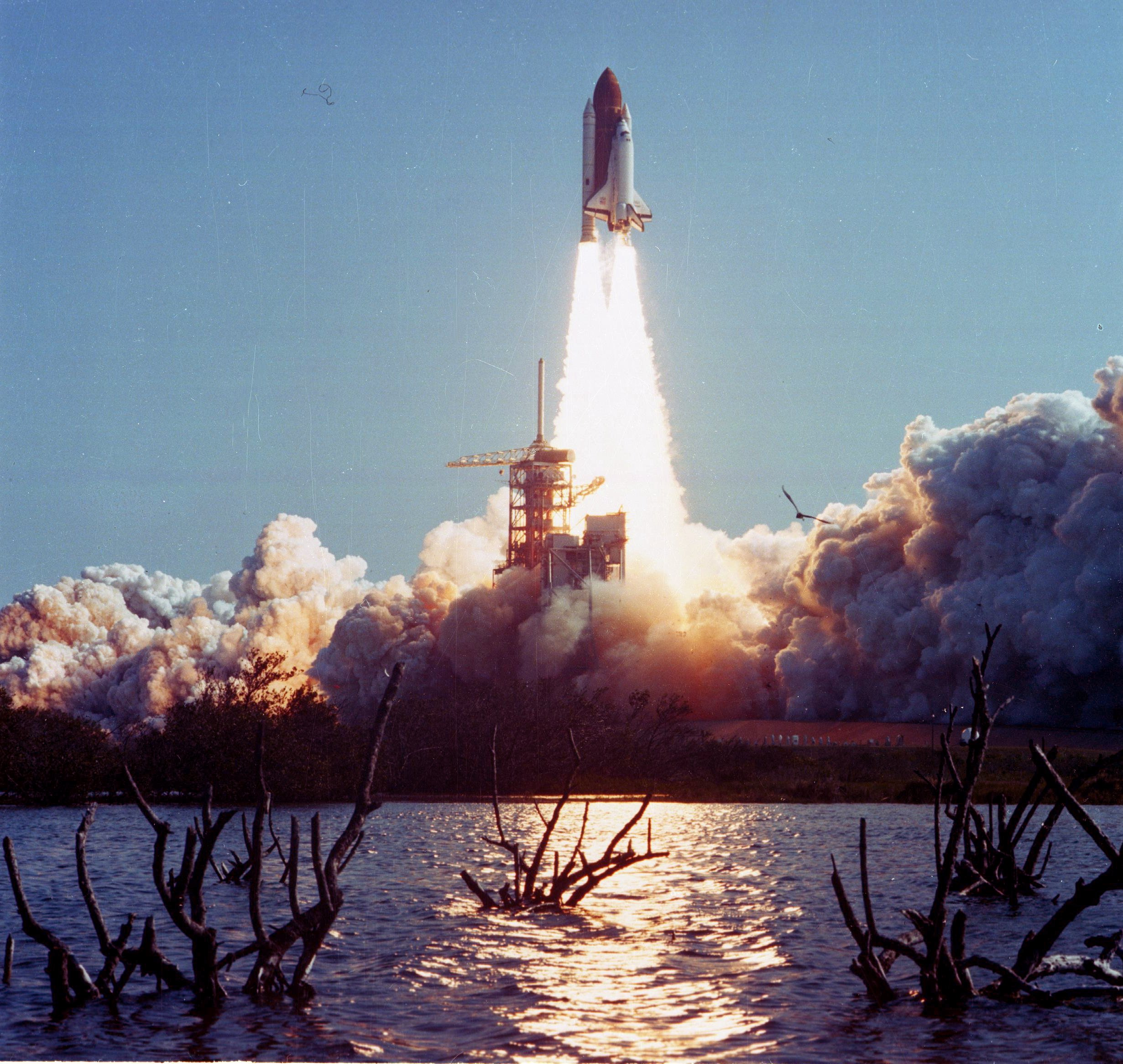
Старт STS-41-C 6 апреля 1984 года.
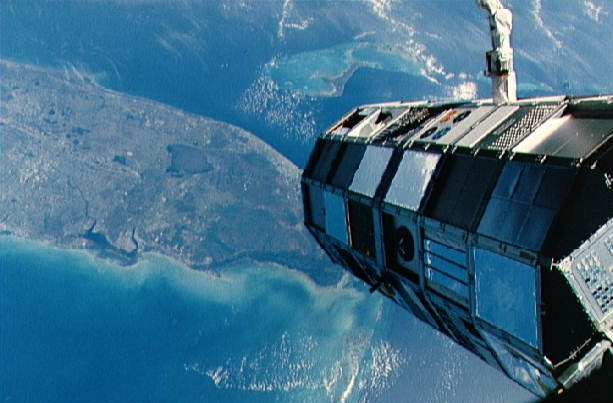
Платформа для длительного экспонирования (Long Duration Exposure Facility, LDEF), которая стала важным источником информации о космическом мусоре.
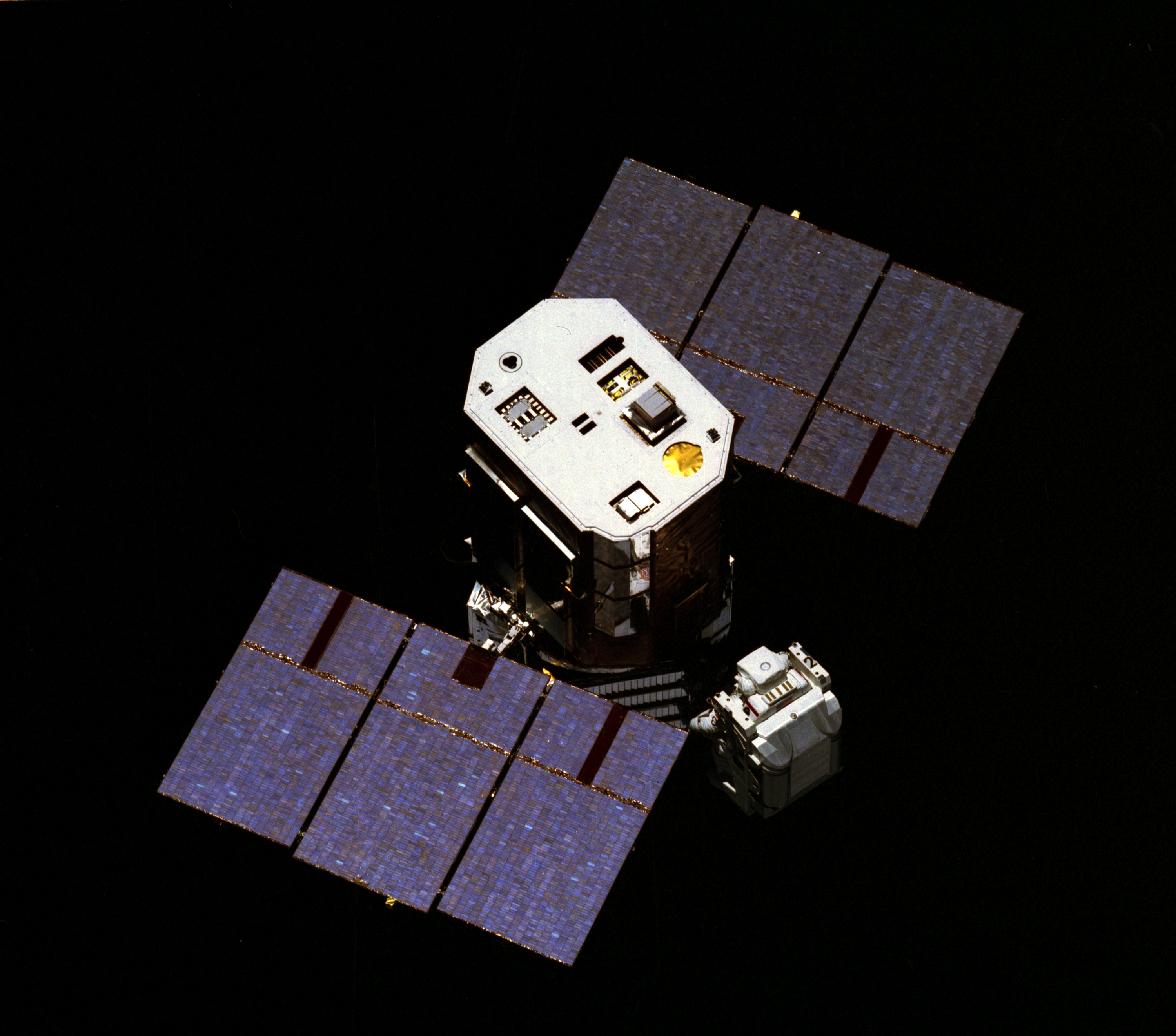
Джордж Нельсон пытается захватить спутник Solar Maximum Mission.
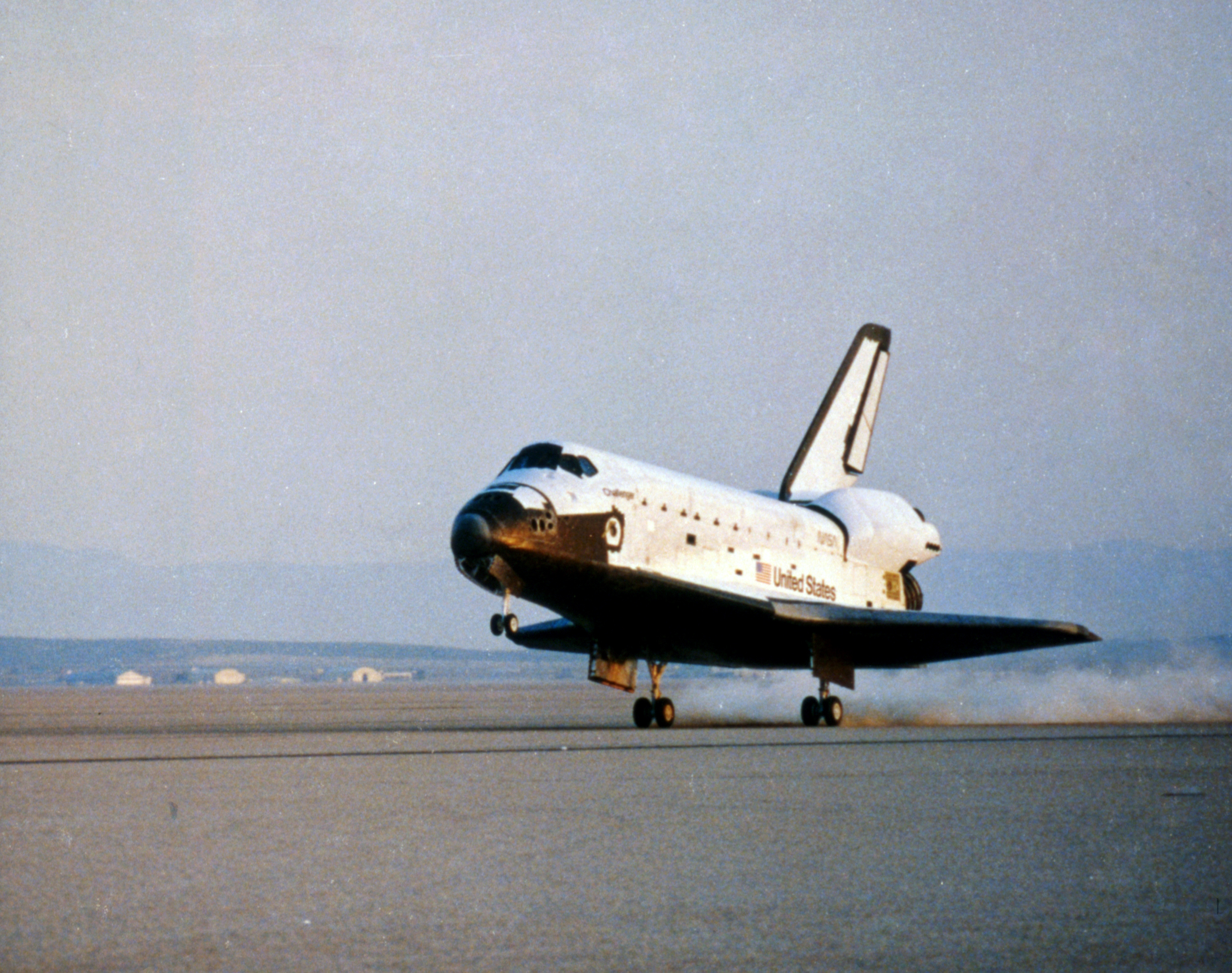
STS-41-C приземляется на взлётно-посадочную полосу 17, Эдвардс Air Force Base, 13 апреля, 1984.
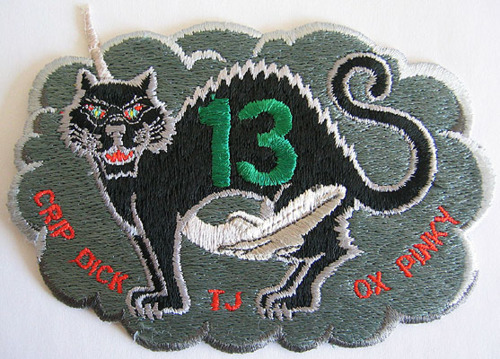
Альтернативная эмблема-патч миссии, ссылающаяся на оригинальное обозначение миссии, STS-13; чёрный кот намекает на то, что посадка миссии STS-13 произошла 13 апреля, в "пятницу 13-го".